# Aussenpolitische Kommissionen der Eidgenössischen Räte
Die Aussenpolitischen Kommissionen der Eidgenössischen Räte (APK) sind Sachbereichskommissionen des schweizerischen Parlaments. Sowohl der Nationalrat als auch der Ständerat verfügen über eine Aussenpolitische Kommission. Sie werden mit APK-N (Aussenpolitische Kommission des Nationalrats) und APK-S (Aussenpolitische Kommission des Ständerats) abgekürzt.

## Aufgaben
Den beiden APK sind durch die Büros folgende Sachbereiche der Bundespolitik zugewiesen:
- Beziehungen zu anderen Staaten sowie zur Europäischen Union
- Beziehungen zu den internationalen Organisationen und Konferenzen, mit Ausnahme jener parlamentarischen Versammlungen, zu denen eine eigene Delegation besteht (EFTA, OSZE, NATO usw.)
- Berichterstattung in den Räten über die Tätigkeiten dieser Delegationen (ausser NATO-Delegation)
- Entwicklungszusammenarbeit und Zusammenarbeit mit den osteuropäischen Ländern
- Humanitäre Hilfe
- Förderung der Menschenrechte und zivile Friedensförderung im Bereich der Aussenpolitik
- Völkerrecht
- Freihandelspolitik (inkl. Freihandelsabkommen und Aussenwirtschaftsbericht)
- Neutralität
- Imageförderung der Schweiz im Ausland
- Sitzstaatspolitik
- Auslandschweizer
- Diplomatisches Aussennetz
- Mitwirkung in der Aussenpolitik

In diesen Sachbereichen haben die APK folgende Aufgaben (Art. 44 ParlG):
- Sie beraten die ihnen durch das Büro zugewiesenen Geschäfte (insbesondere Entwürfe für Bundesgesetze und Bundesbeschlüsse, parlamentarische Initiativen, Motionen) vor und stellen ihrem Rat dazu Anträge.
- Sie verfolgen die gesellschaftlichen und politischen Entwicklungen, arbeiten bei politischem Bedarf eigene Vorschläge aus (insbesondere parlamentarische Initiativen oder Motionen der Kommission) und unterbreiten diese ihrem Rat.

Neben diesen allen Sachbereichskommissionen gestellten Aufgaben haben die APK spezifische Aufgaben:
- Sie geben im Rahmen von Konsultationen durch den Bundesrat rechtlich unverbindliche Stellungnahmen ab zu wesentlichen aussenpolitischen Vorhaben des Bundesrates, insbesondere zu den Richt- und Leitlinien zum Mandat für bedeutende internationale Verhandlungen (Art. 152 ParlG).
- Sie entscheiden darüber hinaus abschliessend, also an Stelle ihres Rates, über ein Veto gegen die vorläufige Anwendung eines völkerrechtlichen Vertrages oder die dringliche Kündigung eines völkerrechtlichen Vertrages.

## Zusammensetzung und Arbeitsweise
Die APK-N hat 25, die APK-S 13 Mitglieder, die auf Vorschlag der Fraktionen vom Büro des Rates zu Beginn der Legislaturperiode für eine Amtsperiode von vier Jahren gewählt werden. Ein an der Sitzungsteilnahme verhindertes Kommissionsmitglied kann sich für eine einzelne Sitzung durch ein anderes Ratsmitglied vertreten lassen. Ebenso wählen die Büros den Präsidenten und Vizepräsidenten für eine Amtsperiode von zwei Jahren.
Die APK sind repräsentative Abordnungen ihres Rates, d. h., ihre Zusammensetzung richtet sich nach der Stärke der Fraktionen im Rat.
Anders als in einer parlamentarischen Demokratie stehen sich in den APK nicht Regierungsmehrheit und Opposition gegenüber, sondern es bilden sich gemäss der Funktionsweise der schweizerischen Konkordanzdemokratie von Thema zu Thema wechselnde Mehrheiten. Die Stellung der APK gegenüber der Regierung ist stark, weil die Regierung sich keiner Mehrheit sicher sein kann, sondern eine Mehrheit je nach Thema wieder neu suchen muss und dabei gelegentlich auch scheitert. Die APK können unabhängig von der Regierung handeln, sind im Rat häufig erfolgreich mit Anträgen auf Änderung von Regierungsvorlagen oder mit eigenen, von der Regierung gelegentlich nicht unterstützten Vorlagen.
Die APK-N hält in den Zwischenräumen zwischen den vier jährlichen ordentlichen Sessionen in der Regel jeweils zwei zweitägige Sitzungen ab, die APK-S je eine zwei- und eine eintägige Sitzung. Dazu kommen bei Bedarf kürzere Sitzungen während der Sessionen.
Nach Art. 14 GRN und Art. 11 GRS können die RK Subkommissionen einsetzen und diese mit einem Auftrag betrauen.